# La Meri
La Meri (née Russell Meriwether Hughes le 13 mai 1898 et morte le 7 janvier 1988) est une danseuse ethnique américaine, chorégraphe, enseignante, poétesse, anthropologue et érudite.

## Jeunesse et formation
Russell Meriwether Hughes est née à Louisville, Kentucky et passe l’essentiel de sa jeunesse à San Antonio, Texas, où sa famille s’installe vers 1902, Là elle commence sa formation en danse, étudiant le ballet, les danses espagnoles et mexicaines. Elle poursuit sa formation à Hawaï, où elle étudie la danse hawaïenne, puis à New York, où elle étudie la danse moderne et le ballet. La Meri date son amour des danses exotiques lorsqu'elle assisté à un concert de la compagnie Denishawn vers 1915.

## Carrière
La Meri fait ses débuts professionnels sur scène en 1924 à San Antonio, où elle danse des prologues de films muets.
En 1928, La Meri commence à se produire professionnellement. Elle aurait reçu son nom de scène, du public mexicain et de la presse locale, qui considéraient Russell Meriwether Hughes comme un nom qui ne convenait ni aux bravos prolongés ni aux gros titres.
Dans les années 1930, elle invite le danseur classique indien Ram Gopal, l'un des pionniers de la danse de l'Inde occidentale, qui fait de nombreuses tournées avec elle,,.
Jusqu'en 1940, elle fait des tournées et étudie dans des régions telles que l'Amérique centrale et du Sud, l'Europe, l'Afrique du Nord, l'Australie, la Nouvelle-Zélande, la Tasmanie, l'Inde, la Birmanie, l'Indonésie, les Philippines, la Chine, le Japon, Ceylan et Hawaï. Au cours de ses voyages, La Meri apprend les danses indigènes des différentes régions qu'elle traverse, étudiant avec des maîtres locaux. Elle crée ensuite ses propres œuvres basées sur les pas et le vocabulaire de mouvement qu'elle a appris. Elle maîtrise les techniques de danse indigènes, le pwe en Birmanie, le kathak en Inde, le hula à Hawaï. Elle fait des recherches approfondies sur les styles de danse d'Amérique latine, d'Espagne, d'Afrique et d'Asie. Cela lui permet d'apporter de l'authenticité à la scène, fidèle aux racines de chaque style de danse.
En 1940, La Meri et Ruth St. Denis fondent la « School of Natya », danse hindoue, à New York. Alors que La Meri offre des cours de techniques indiennes, japonaises, javanaises et autres techniques orientales, Ruth enseigne rarement. Ils ne partage pas d'étudiants, mais ils partagent des idées. Quand Ruth veut enfin étudier la danse orientale authentique, elle convoque La Meri dans son atelier et lui demande de démontrer une étape qu'elle avait remarquée dans son travail. La Meri initie Ruth Saint-Denis au « hasta mudras », langage dansé des mains, la technique du visage mukhaja, et celle des mouvements du cou et du port de la tête, liés au contrôle de la colonne vertébrale.
Grâce à l'école, La Meri forme The Five Natyas, sa première compagnie. La Meri ouvre L'Ethnologic Theatre à l'automne 1943 qui peut accueillir environ 250 personnes. Tout au long de la fin des années 1940 et jusqu'en 1956, il présente le travail de La Meri et de ses danseurs Natya (hindous) ainsi que des artistes invités. En 1945, La Meri intègre l'école de Natya et l'Ethnologic Dance Theater dans l'Ethnologic Dance Center,.
Parallèlement, elle présente un programme intitulé « Le tour du monde en danse et en chanson »  au Musée américain d'histoire naturelle, concerts de jeunes danseurs ethniques du monde entier.
En février 1944, elle chorégraphie Le Lac des cygnes avec la traduction en mouvements de danse hindoue. Elle ne change pas la musique et l'intrigue du ballet, mais ajoute un prologue et un combat danse entre la princesse et le Rothbart.
À New York, elle se produit avec Maria Montero, dans un  vaudeville avec Keith Time et dans la revue de Broadway A Night in Spain en 1949.
La Meri enseigne régulièrement à Jacob's Pillow Dance (en), donne des conférences-démonstrations et publie un certain nombre d'articles de magazines et de livres, dont The Gesture Language of Hindu Dance (1941) et Spanish Dancing (1948). Ce dernier livre est considéré comme un texte définitif sur le thème de la danse espagnole. L'ensemble du travail considérable de La Meri en Danse traditionnelle lui vaut la réputation d'être l'un des plus grands experts dans le domaine de la danse ethnique.
Le travail de La Meri a contribué à inspirer d'autres chorégraphes, à montrer du respect pour les danses de cultures qui ne sont pas les leurs, ainsi qu'à éduquer le public. Son travail anthropologique approfondi incarne les valeurs de chaque ethnie qu'elle utilise dans sa chorégraphie et souligne l'importance de l'intégrité dans le monde de la danse.
À sa retraite en 1970, La Meri créé Ethnic Dance Arts Inc. à Hyannis (Massachusetts), qui  organise un festival annuel de danse ethnique avec un concours pour les chorégraphes.
Elle reçoit le Capezio (en) Dance Award en 1972.

## Écrits
- En 1938, La Meri publie un livre Songs and Voyages, avec 82 pages de poésie, aujourd'hui très rare[16].
- Spanish Dancing, 1948.
- (en) Russell Meriwether Hughes, Total education in ethnic dance, New York : M. Dekker, 1977 (ISBN 978-0-8247-6519-4, lire en ligne).

### Autobiographie
- (en) Russell Meriwether Hughes, Dance out the answer : an autobiography, New York : M. Dekker, 1977 (ISBN 978-0-8247-6633-7, lire en ligne).